# Municipio de Pepperton
El municipio de Pepperton (en inglés: Pepperton Township) es un municipio ubicado en el condado de Stevens en el estado estadounidense de Minnesota. En el año 2010 tenía una población de 134 habitantes y una densidad poblacional de 1,43 personas por km².

## Geografía
El municipio de Pepperton se encuentra ubicado en las coordenadas 45°37′19″N 96°4′40″O / 45.62194, -96.07778. Según la Oficina del Censo de los Estados Unidos, el municipio tiene una superficie total de 93.45 km², de la cual 92,47 km² corresponden a tierra firme y (1,05 %) 0,98 km² es agua.

## Demografía
Según el censo de 2010, había 134 personas residiendo en el municipio de Pepperton. La densidad de población era de 1,43 hab./km². De los 134 habitantes, el municipio de Pepperton estaba compuesto por el 95,52 % blancos, el 1,49 % eran amerindios, el 0,75 % eran asiáticos y el 2,24 % eran de una mezcla de razas. Del total de la población el 0 % eran hispanos o latinos de cualquier raza.